# 1959
1959 (MCMLIX) byl rok, který dle gregoriánského kalendáře započal čtvrtkem.

## Události
Automatický abecedně řazený seznam viz Kategorie:Události roku 1959

### Československo
- 31. ledna – V Teplicích byl ukončen provoz tramvají (dle některých pramenů až 28. února).
- 22. dubna – Cestovatelé Miroslav Zikmund a Jiří Hanzelka se ve vozech Tatra 805 vydali na pětiletou expedici do Asie a Oceánie.
- 2. května – Zřítila se původní věž na Pradědu.
- 1. září – Založena Fakulta elektrotechnická na Vysokém učení technickém v Brně
- 1. října – V kutnohorské nemocnici se poprvé v Československu narodila zdravá čtyřčata.[1]
- Byla vybudována přehradní nádrž Lipno.
- Rok vzniku „Festivalu českých a slovenských filmů“. První se konal v Banské Bystrici.

### Svět
- 1. ledna – Kubánský diktátor Fulgencio Batista spolu s rodinou opouští Kubu a v exilu stráví zbytek života.
- 3. ledna – Aljaška se stala 49. americkým státem.
- 8. ledna – Charles de Gaulle zvolen prezidentem Francie.
- 1.–2. února – Na severním Uralu došlo k neobjasněným úmrtím devíti členů Ďatlovovy výpravy.
- 9. března – První představení panenky Barbie od společnosti Mattel
- 10. března – V Tibetu vypuklo neúspěšné povstání proti osm let trvající čínské okupaci. Při jeho potlačovaní byly zabity desítky tisíc Tibeťanů.
- 1. dubna – Izraelský premiér David ben Gurion založil tajnou službu Mossad (ha-Mossad le-Modiin ve-le-Tafkidim Mejuchadim).
- 10. dubna – Japonský korunní princ Akihito se oženil s neurozenou Mičiko Šódaovou. Byla první nešlechtična, která se kdy přivdala do císařské rodiny.
- 2. července – Belgický princ Albert v Bruselu oženil s princeznou Paolou Ruffo di Calabria.
- 16. srpna – Kypr vyhlásil nezávislost na Velké Británii.
- 21. srpna – Havaj se stala 50. státem USA.
- 29. září – Přijata vlajka Bruneje.
- 19. listopadu – v New Yorku měl premiéru film Ben Hur
- 1. prosince – Ve Washingtonu byla zavřena Smlouva o Antarktidě, která je základem Antarktického smluvního systému.
- 10. prosince – Jaroslav Heyrovský převzal Nobelovu cenu za chemii za objev a rozpracování analytické polarografické metody.
- 14. prosince – Kyperský arcibiskup Makarios III. je zvolen prvním prezidentem Kypru.
- Turecko podalo žádost o členství v EHS.
- Etiopská církev se stala autonomní.

### Probíhající události
- 1953–1959 Kubánská revoluce
- 1954–1962 Alžírská válka
- 1955–1972 První súdánská občanská válka
- 1955–1975 Válka ve Vietnamu

## Vědy a umění
- 2. ledna – Z kosmodromu Bajkonur v Sovětském svazu byla vypuštěna sonda Luna 1, jež provedla první průlet okolo Měsíce.
- 4. září – Sovětská sonda Luna 2 dopadla na Měsíc a stala se tak prvním sondou, které se podařilo dosáhnout jeho povrchu.
- 7. října – Odvrácená strana Měsíce byla poprvé vyfotografována sovětskou sondou Luna 3.
- 19. října – Byla poprvé použita speciální angličtina.
- 8. listopadu – Byla otevřena hvězdárny v Úpici, která se zabývá především pozorováním Slunce.
- Začal vycházet švýcarský bulvární deník Blick.
- Jan Drda napsal scénář k filmu Dařbuján a Pandrhola.

## Nobelova cena
- Nobelova cena za fyziku – Emilio Gino Segrè, Owen Chamberlain (oba USA; objev antiprotonu)
- Nobelova cena za chemii – Jaroslav Heyrovský (Československo; objev polarografických metod)
- Nobelova cena za fyziologii a lékařství – Severo Ochoa, Arthur Kornberg (oba USA; objev mechanismů biologické syntézy RNA a DNA)
- Nobelova cena za literaturu – Salvatore Quasimodo (Itálie)
- Nobelova cena za mír – Philip Noel-Baker (Spojené království)

## Narození

### Česko

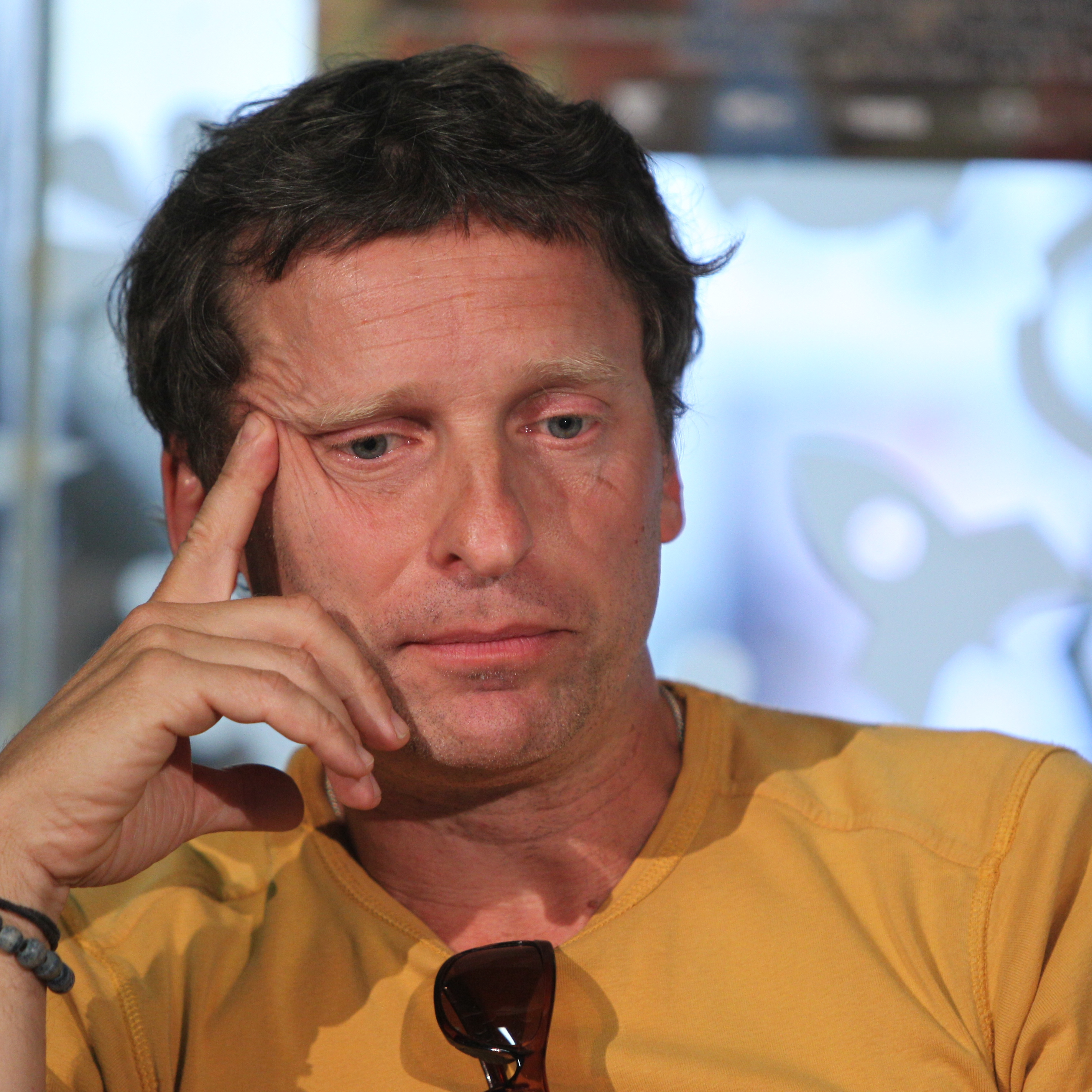
David Prachař (* 15. ledna)

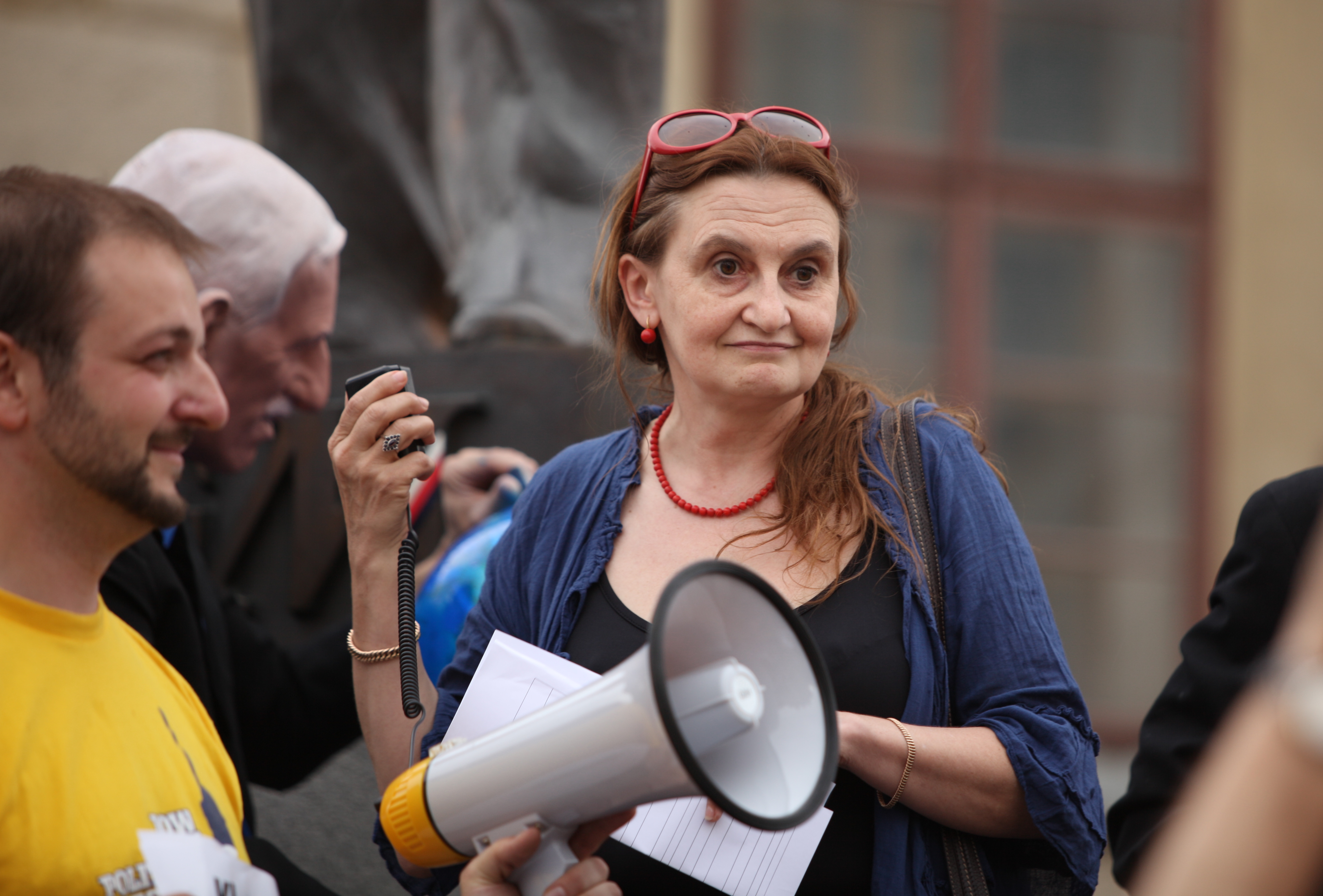
Eva Holubová (* 7. března)

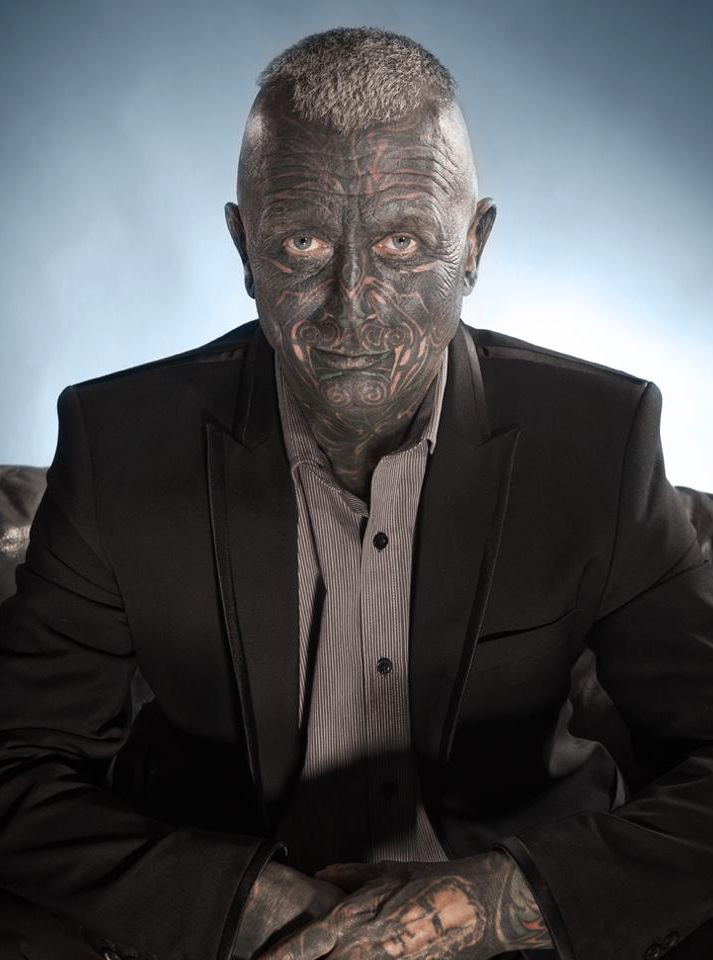
Vladimír Franz (* 25. května)

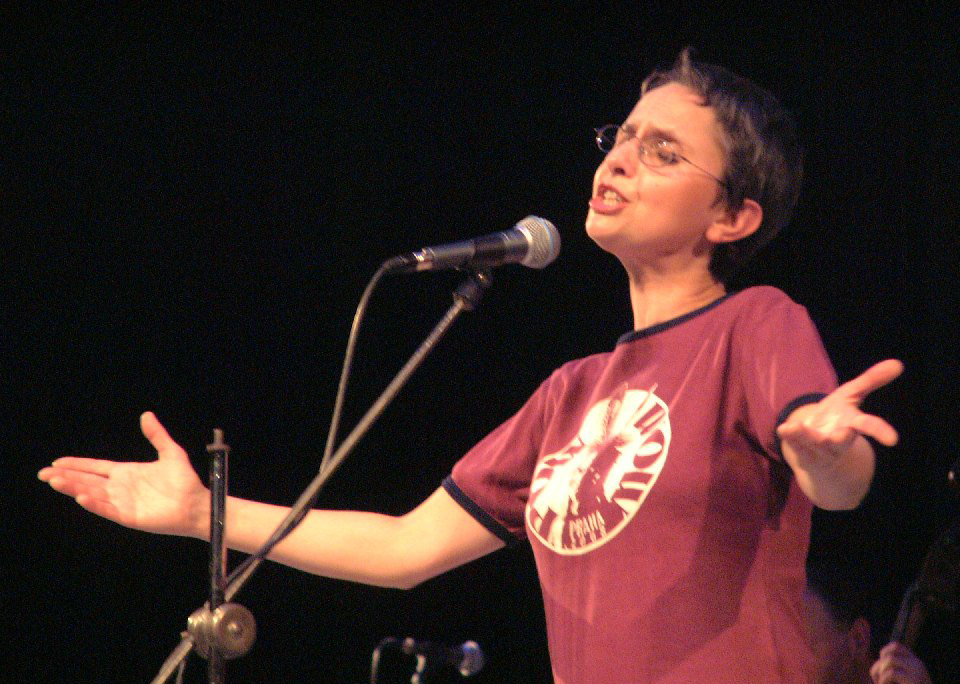
Zuzana Navarová (* 18. června)

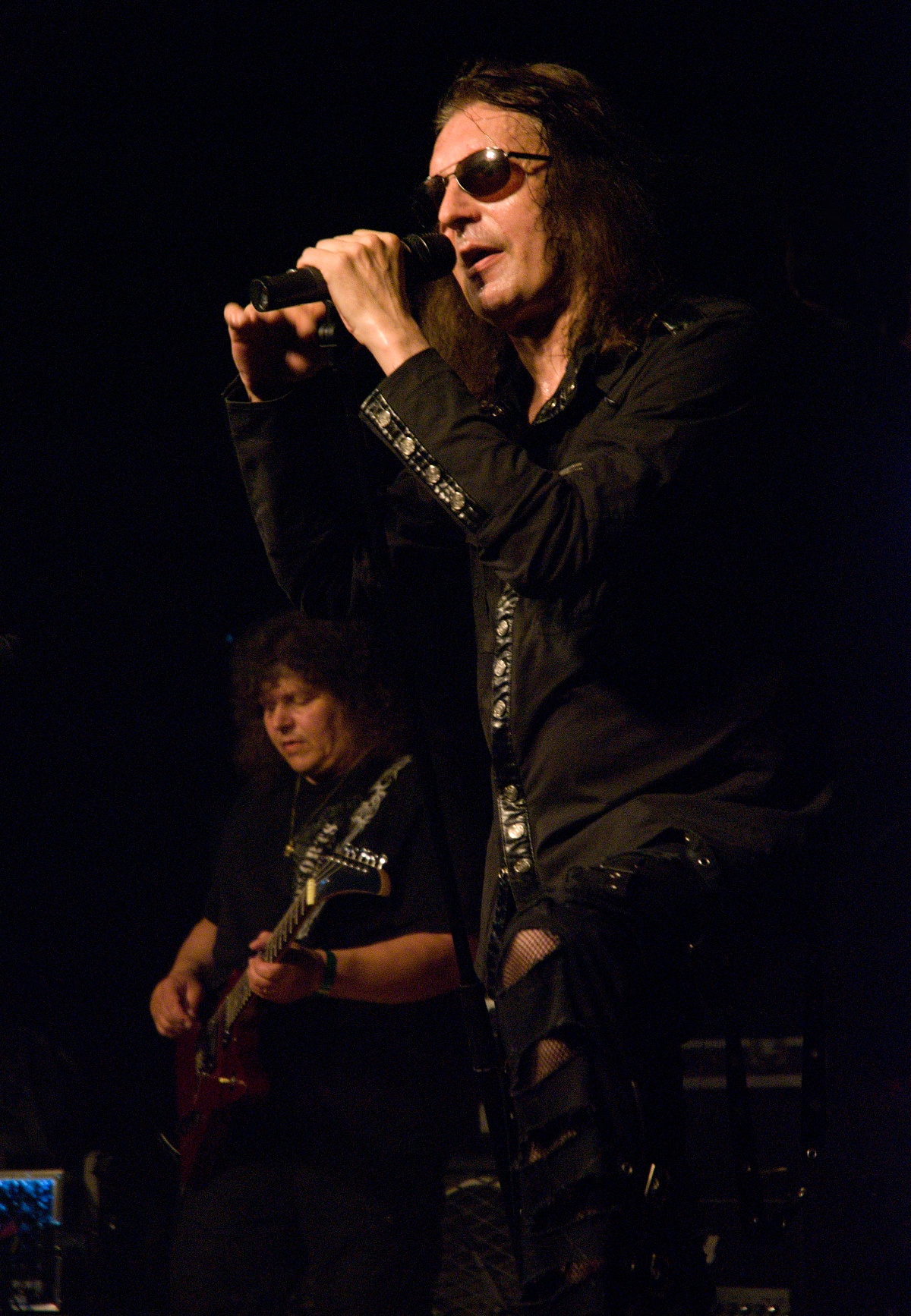
Aleš Brichta (* 9. srpna)

- 01. ledna – Monika Ševčíková, malířka
- 08. ledna – Arnold Kadlec, hokejový obránce
- 09. ledna
  - Petr Kulhánek, teoretický fyzik
  - Radovan Schaufler, architekt
- 10. ledna – Václav Bůžek, historik
- 11. ledna
  - Jarda Hypochondr, zpěvák, moderátor, hudební skladatel, textař
  - Michal Slejška, výtvarný umělec
- 15. ledna – David Prachař, herec
- 16. ledna – Bronislava Müllerová, překladatelka († 23. června 2003)
- 22. ledna
  - Jiří Černý, sochař a malíř
  - Petr Vaněček, malíř
- 27. ledna
  - Luboš Malina, multiinstrumentalista
  - Miroslav Šimek, vodní slalomář, mistr světa
- 10. února – Jan Kratochvíl, profesor informatiky a děkan Matematicko-fyzikální fakulty Karlovy univerzity
- 14. února – Ladislav Švanda, běžec na lyžích, bronz na OH 1988
- 22. února – Jiří Čunek, ministr pro místní rozvoj ČR
- 25. února
  - Hana Burešová, divadelní režisérka
  - Vladimír Stibor, básník, spisovatel a fotograf
- 28. února – Michal Stein, textař, scenárista, básník
- 05. března – Jan Burian, divadelní ředitel, režisér a vysokoškolský pedagog
- 07. března – Eva Holubová, herečka
- 09. března – Zlata Adamovská, herečka
- 13. března – Zdeněk Jiran, architekt
- 14. března – Josef Zedník, malíř
- 15. března – Vladimír Dryml, politik
- 21. března – Zdeněk Podhůrský, moderátor, dabingový režisér, zpěvák, herec a fotograf
- 23. března – Zuzana Brabcová, spisovatelka († 20. srpna 2015)
- 27. března – Michaela Fukačová, violoncellistka
- 01. dubna – Petr Mašek, spisovatel
- 04. března – Dan Ťok, ministr dopravy ČR
- 06. dubna – Igor Němec, předseda českého Úřadu pro ochranu osobních údajů, šachista
- 14. dubna – Vlasta Redl, moravský zpěvák, textař, skladatel
- 15. dubna – Ivo Vondrák, rektor Vysoké školy báňské Ostrava
- 18. dubna – Pavel Červinka, geograf, ekolog, spisovatel
- 20. dubna – Vladimír Balaš, právník, mezinárodního významu
- 23. dubna – Jan Černý, ministr pro místní rozvoj ČR
- 01. května
  - Jiří Daněk, spisovatel († 2. února 2017)
  - Daniel Pešta, multimediální vizuální umělec
- 04. května – Michal Pešek, herec a moderátor († 7. května 2012)
- 05. května – Jiří Syrovátka, spisovatel a výtvarník
- 08. května – Igor Sláma, cyklista, bronz na OH
- 13. května – Vladimír Dbalý, neurochirurg
- 15. května
  - Robert Kolář, politik a manažer
  - Čestmír Řanda mladší, herec, scénograf, producent a výtvarník († 11. května 2020)
- 17. května – Věra Tydlitátová, politička, výtvarnice, publicistka, judaistka
- 19. května – Marek Brodský, hudebník, textař, výtvarník a herec
- 22. května – Antonín Střížek, malíř a fotograf
- 25. května – Vladimír Franz, hudební skladatel, výtvarník, vysokoškolský pedagog
- 05. června – Gustav Slamečka, ministr dopravy ČR
- 08. června – Břetislav Horyna, filozof a religionista
- 15. června – Zuzana Hofmannová, horolezkyně († 31. července 2012)
- 18. června – Zuzana Navarová, zpěvačka, skladatelka a textařka († 7. prosince 2004)
- 02. července – Hana Doupovcová, politička
- 05. července – Michal Hrdý, karikaturista († 13. června 2003)
- 06. července
  - Radek Rejšek, varhaník, skladatel, režisér a redaktor
  - Jiří Urban, heavy-metalový kytarista
- 08. července – Petr Kotvald, zpěvák, producent, tanečník a herec
- 21. července – Antonín Polách, lékař a spisovatel historických románů
- 22. července – Irena Chřibková, varhanice
- 25. července – Olga Zubová, politička
- 31. července – Václav Štěpánek, novinář, historik a balkanista
- 09. srpna – Aleš Brichta, metalový zpěvák, textař, skladatel
- 11. srpna – Martin Smolka, hudební skladatel
- 12. srpna – Martin Bursík, ministr životního prostředí
- 13. srpna – Milada Gabrielová, malířka
- 14. srpna – Alena Baisová, výtvarnice, malířka, ilustrátorka
- 18. srpna – Jiří Walker Procházka, spisovatel science fiction a fantasy
- 21. srpna – Jiří Lála, hokejový útočník
- 23. srpna – Petr Jančárek, scenárista, režisér, kameraman a fotograf
- 28. srpna – Václav Burian, novinář, překladatel, literární kritik a básník († 9. října 2014)
- 31. srpna – Jaromír Honzák, jazzový kontrabasista
- 02. září – Martin Zálešák, malíř
- 05. září – Miloslav Šmídmajer, filmový producent, režisér a scenárista
- 11. září – Martin Zet, výtvarný umělec
- 18. září – Jakub Smolík, anglický zpěvák, kytarista, člen kapely The Cure
- 15. září – Oldřich Tichý, malíř
- 22. září
  - Jiří Schwarz, herec
  - Eva Slámová, amerikanistka, překladatelka z angličtiny
- 24. září – Miroslav Vladyka, herec
- 26. září – Martina Špinková, ilustrátorka
- 27. září – Dalibor Dunovský, baskytarista
- 11. října – Miloš Fikejz, filmový knihovník, encyklopedista, publicista a fotograf
- 13. října – Milan Nytra, hudebník, klávesista, zpěvák a architekt
- 18. října – Markéta Hlasivcová, knihovnice, básnířka a esejistka
- 24. října – Milan Jančík, zpěvák, politik a právník
- 27. října – Pavel Kikinčuk, herec
- 31. října – Martin Mainer, umělec a pedagog malby
- 01. listopadu – Jan Horváth Döme, básník romské národnosti
- 05. listopadu – Daniel Hutňan, česko-slovenský speleo-potápěč a jeskyňář
- 09. listopadu – Miroslav Táborský, herec
- 21. listopadu – Vítězslav Dostál, cestovatel
- 22. listopadu – Carol Kenyon, malířka
- 25. listopadu – Vladimír Budinský, inženýr a politik, ministr dopravy
- 30. listopadu – Jaromír Šindel, hokejový brankář a trenér
- 01. prosince – Tomáš Míka, překladatel z angličtiny, hudebník, textař, spisovatel
- 07. prosince – Jitka Asterová, herečka
- 12. prosince – Renata Pospiechová, spisovatelka, politička a učitelka
- 13. prosince – Barbora Štěpánová, herečka a moderátorka
- 16. prosince – Vladimír Václavek, hudebník
- 17. prosince – Ladislav Jakl, ředitel politického odboru Kanceláře prezidenta republiky, hudebník
- 28. prosince – Marka Míková, herečka, hudebnice, režisérka a moderátorka
- 31. prosince
  - Josef Baxa, předseda Nejvyššího správního soudu
  - Ondřej Trojan, herec, režisér a producent
- 0?
  - Otakar Metlička, fotograf
  - Milada Tomková, místopředsedkyně Ústavního soudu České republiky
  - Anna Šochová, novinářka a spisovatelka

### Svět
- 1. ledna

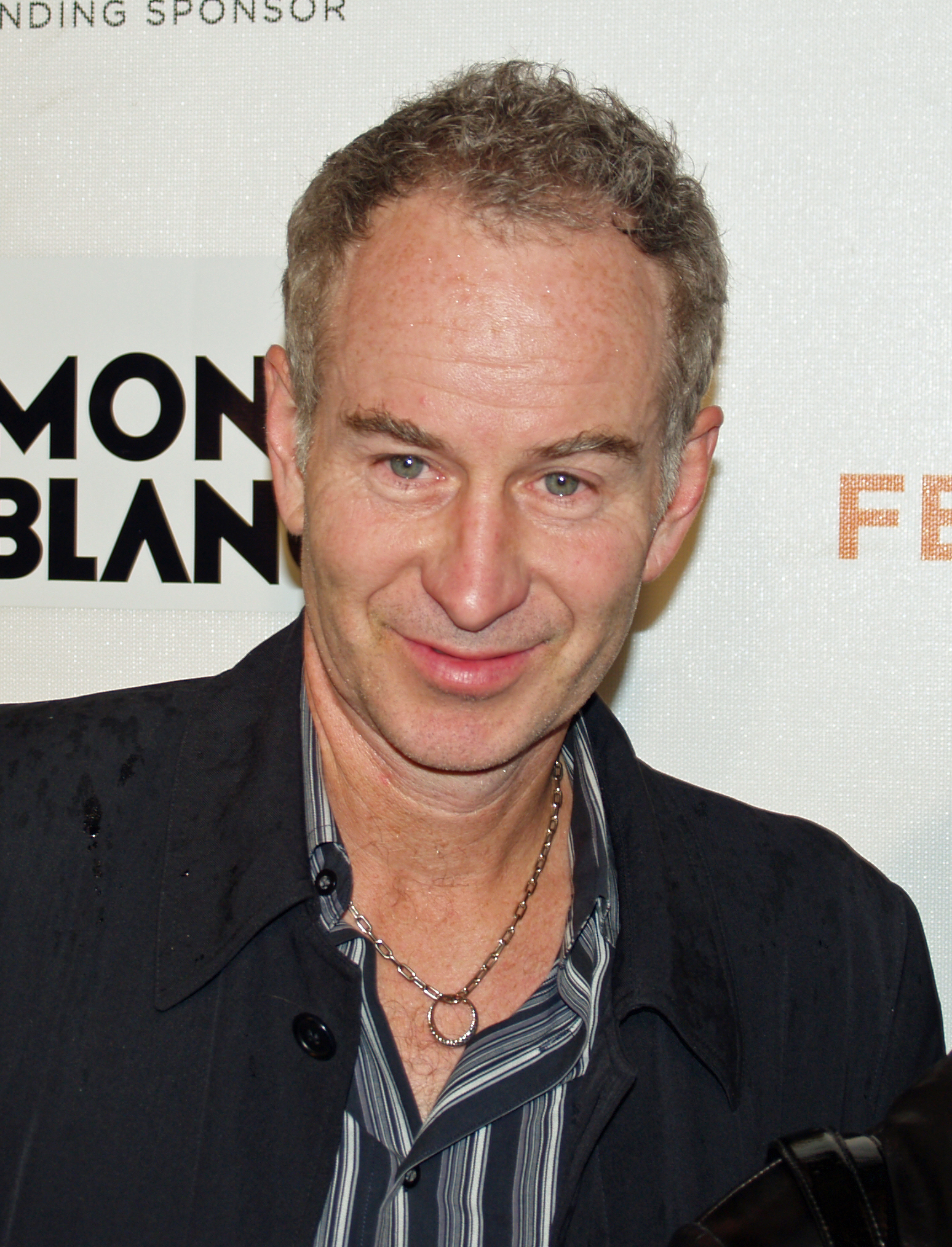
John McEnroe (* 16. února)

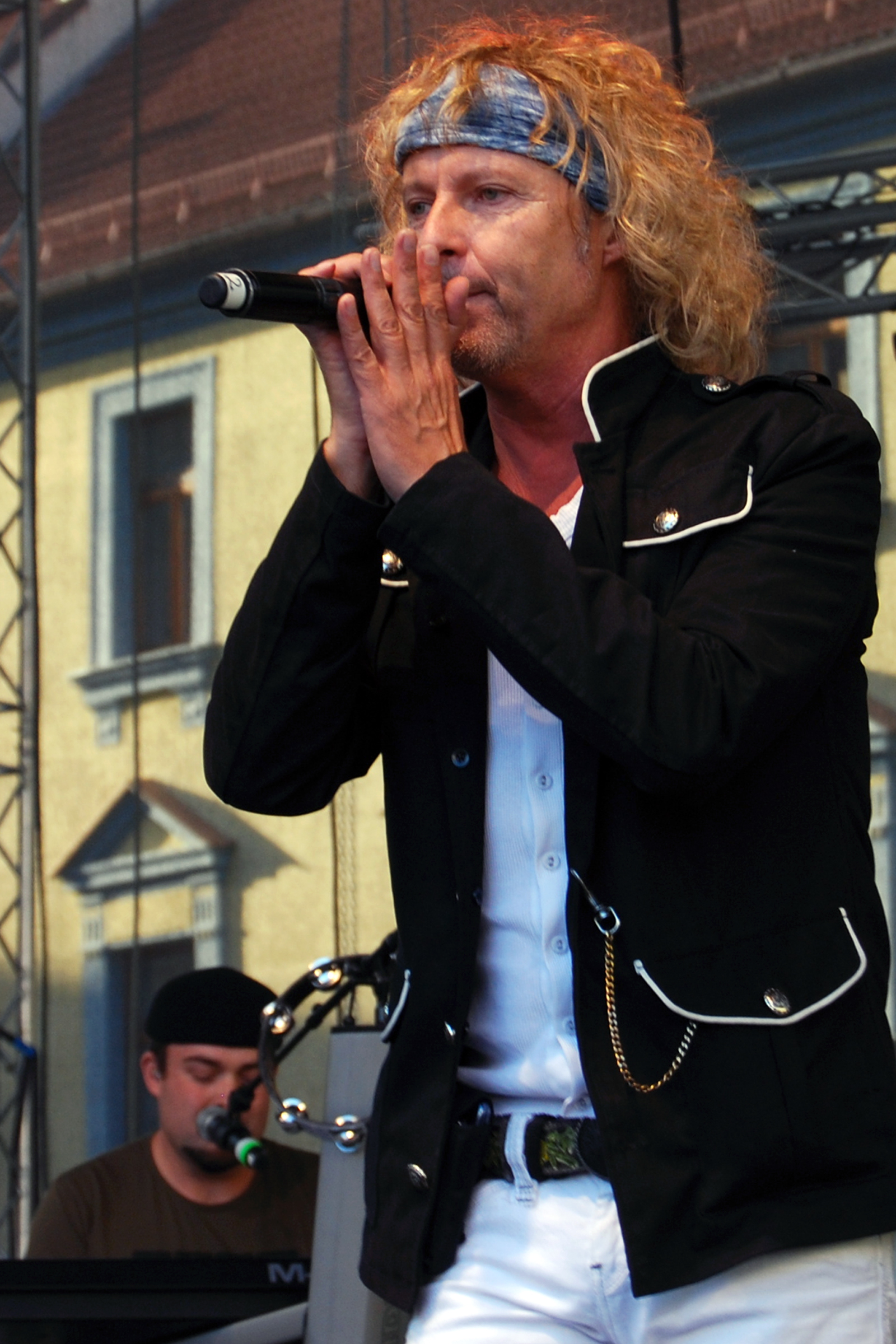
Peter Nagy (* 9. dubna)

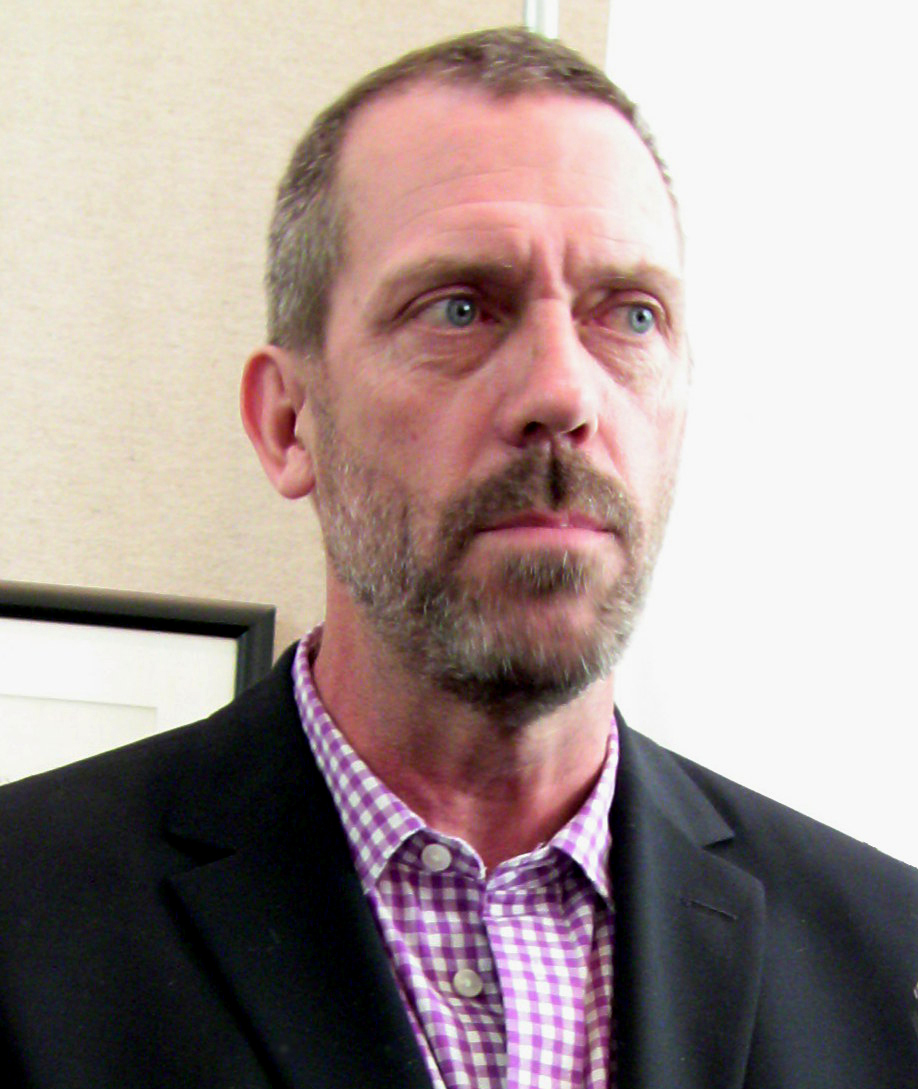
Hugh Laurie (* 11. června)

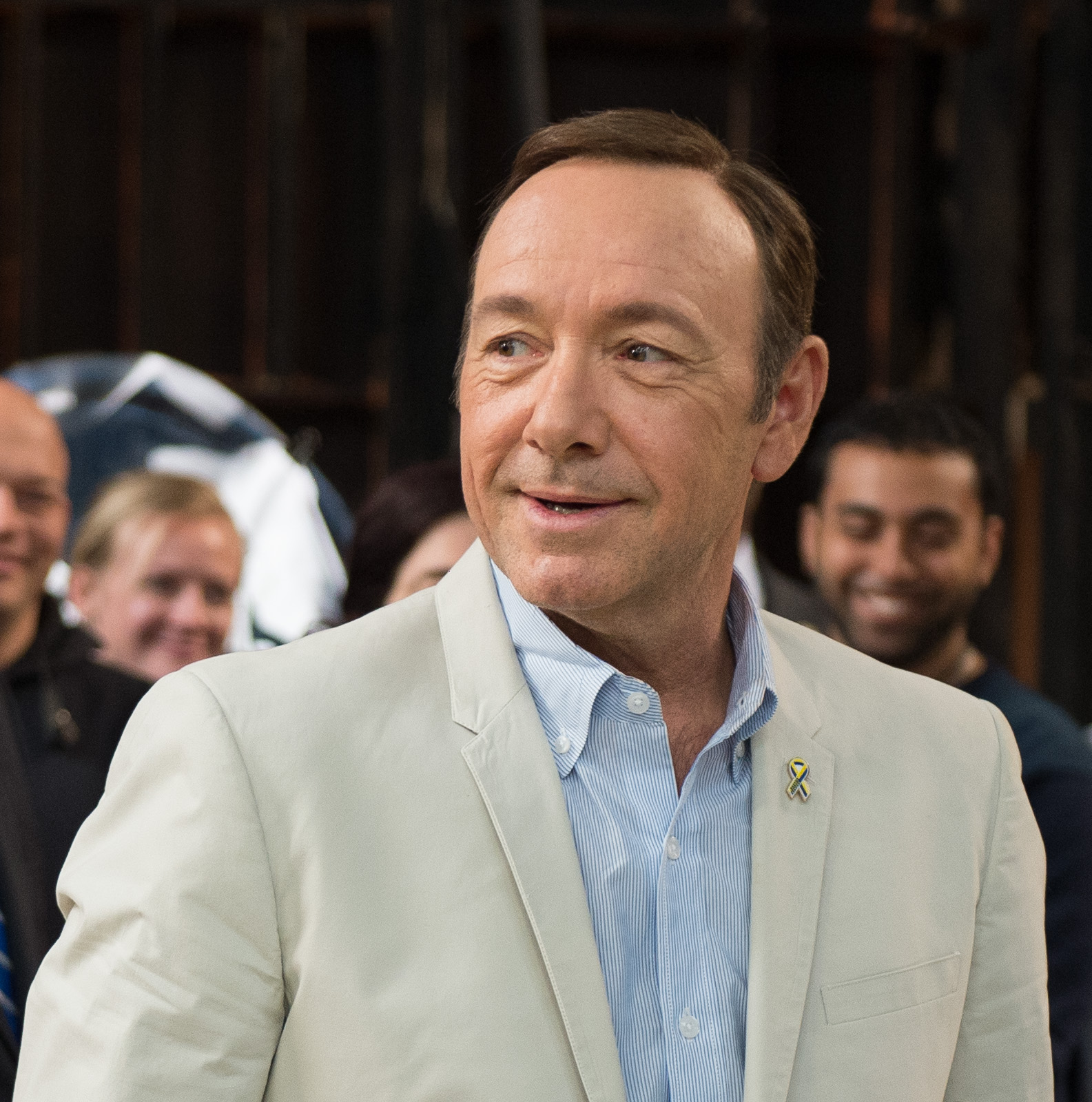
Kevin Spacey (* 26. července)

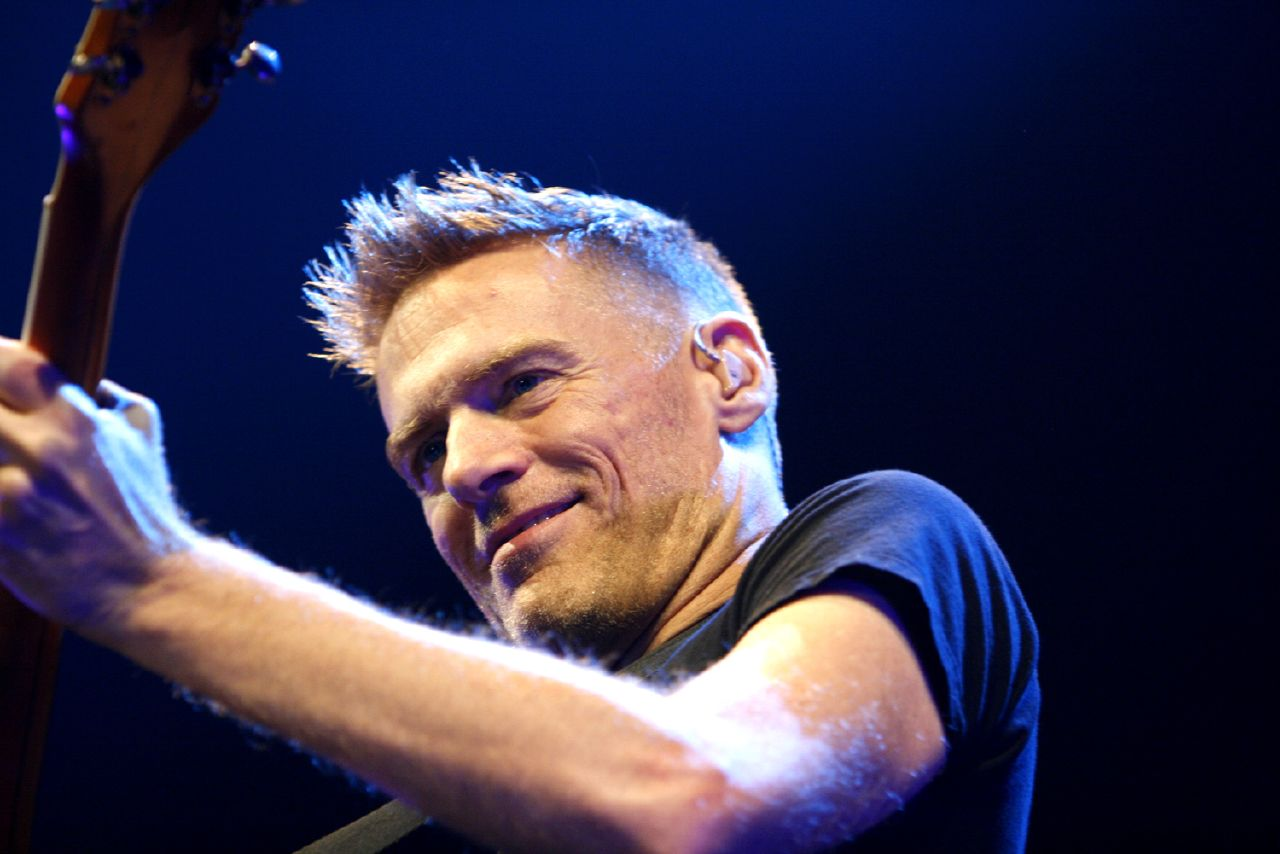
Bryan Adams (* 5. listopadu)

  - Abdul Ahad Mómand, afghánský kosmonaut
  - Michel Onfray, francouzský filozof
  - Azali Assoumani, komorský politik
- 2. ledna
  - Cristina, americká zpěvačka († 1. dubna 2020)
  - Ines Müllerová, německá atletka
- 3. ledna
  - Alessandro Andrei, italský atlet, olympijský vítěz ve vrhu koulí
  - Marie Orleánská, francouzská a lichtenštejnská princezna
- 6. ledna – Davy Spillane, irský hudebník
- 9. ledna
  - Rigoberta Menchú, guatemalská aktivistka, nositelka Nobelovy ceny
  - Jana Nagyová, slovenská herečka a německá podnikatelka
- 10. ledna – Curt Kirkwood, americký zpěvák, kytarista a hudební skladatel
- 12. ledna
  - Blixa Bargeld, německý skladatel, hudebník, herec, zpěvák
  - Per Gessle, švédský popový skladatel, zpěvák, kytarista
- 15. ledna – Pete Trewavas, britský rockový baskytarista
- 16. ledna – Sade Adu, britská hudební skladatelka, R&B zpěvačka
- 17. ledna – Susanna Hoffs, americká zpěvačka a kytaristka
- 19. ledna
  - Jeff Pilson, americký basový kytarista
  - Sofie Habsburská, italská módní návrhářka a modelka
- 20. ledna – Robert Anthony Salvatore, americký spisovatel sci-fi a fantasy
- 21. ledna – Tom Woodruff, americký kaskadér, tvůrce vizuálních efektů a herec
- 23. ledna – Sergej Kopljakov, sovětský plavec, olympijský vítěz
- 24. ledna – Michel Preud'homme, belgický fotbalový brankář a reprezentant
- 28. ledna – Frank Darabont, americký filmový režisér, scenárista
- 31. ledna
  - Arto Härkönen, finský olympijský vítěz v hodu oštěpem
  - Kelly Lynch, americká herečka
  - Mickey Simmonds, britský studiový klávesista a skladatel
- 2. února – Hubertus von Hohenlohe, fotograf, zpěvák a závodník alpského lyžování
- 3. února – Lian Lunson, australská herečka a režisérka
- 9. února – Ali Bongo Ondimba, prezident Gabonské republiky
- 13. února – Benur Pašajan, sovětský a arménský zápasník – klasik († 13. prosince 2019)
- 14. února – Renée Flemingová, americká operní pěvkyně
- 16. února – John McEnroe, americký tenista
- 17. února – Rowdy Gaines, americký plavec, trojnásobný olympijský vítěz
- 22. února – Kyle MacLachlan, americký herec
- 23. února – Clayton Anderson, astronaut
- 24. února – Michelle Shocked, americká folková zpěvačka
- 26. února – Ahmet Davutoğlu, turecký premiér
- 1. března – Richard Lowenstein, australský filmař
- 7. března – Donna Murphyová, americká herečka a zpěvačka
- 9. března – Takaaki Kadžita, japonský fyzik, nositel Nobelovy ceny
- 16. března – Jens Stoltenberg, ministerský předseda Norska, generální tajemník NATO
- 18. března
  - Luc Besson, francouzský filmař, scenárista, režisér, střihač a producent
  - Irene Cara, americká herečka, zpěvačka a skladatelka († 25. listopadu 2022)
- 21. března – Nobuo Uemacu, japonský skladatel hudby pro počítačové hry
- 22. března – Žan Videnov, bulharský premiér
- 26. března – Oto Bachorík, slovenský výtvarný umělec
- 28. března – Laura Chinchilla, prezidentka Kostariky
- 30. března – Martina Cole, anglická spisovatelka kriminálních románů
- 1. dubna – Christian Thielemann, německý dirigent
- 2. dubna – Gelindo Bordin, italský atlet, vítěz maratonu na olympiádě 1988
- 5. dubna – John Parricelli, anglický kytarista
- 7. dubna – Milan Vranka, slovenský sportovní novinář, publicista a spisovatel
- 9. dubna
  - Gustáv Murín, slovenský přírodovědec, biolog, spisovatel
  - Peter Nagy, slovenský popový zpěvák, skladatel, textař
- 10. dubna
  - Babyface, americký zpěvák, skladatel, kytarista a herec
  - Brian Setzer, merický rock and rollový zpěvák a kytarista
- 13. dubna – Rudo Prekop, slovenský fotograf
- 15. dubna – Emma Thompsonová, britská herečka
- 17. dubna – Sean Bean, britský herec
- 22. dubna – Ryan Stiles, kanadský herec, komik, režisér a scenárista
- 26. dubna
  - Maroš Kramár, slovenský herec a moderátor
  - Peter Fatialofa, samojský ragbista († 6. listopadu 2013)
- 27. dubna – Andrew Z. Fire, americký molekulární biolog, nositel Nobelovy ceny
- 28. dubna – Dainis Kula, sovětský olympijský vítěz v hodu oštěpem
- 29. dubna
  - Roger Eno, anglický hudebník a skladatel
  - Craig Armstrong, skotský hudební skladatel
- 30. dubna – Stephen Harper, kanadský premiér
- 1. května – Yasmina Reza, francouzská spisovatelka a dramatička a herečka
- 4. května – Inger Nilsson, švédská herečka a zpěvačka
- 5. května – Peter Molyneux, britský designér počítačových her
- 9. května
  - János Áder, maďarský prezident
  - Ulrich Matthes, německý herec
- 12. května – Ray Gillen, americký zpěvák a hráč na harmoniku
- 14. května
  - Patrick Bruel, francouzský zpěvák, šansoniér, herec a hráč pokeru
  - Steve Hogarth, anglický rockový zpěvák
- 16. května – Martin Pado, slovenský politik, ministr vnitra
- 20. května
  - Marianne Curleyová, australská spisovatelka
  - Bronson Pinchot, americký herec
  - Israel Kamakawiwo'ole, havajský hudebník († 26. června 1997)
- 22. května
  - Andres Luure, estonský filosof, sémiotik a překladatel
  - Morrissey, anglický textař a zpěvák
- 29. května – Rupert Everett, britský herec a zpěvák
- 2. června
  - Rineke Dijkstra, holandská portrétní fotografka
  - Lydia Lunch, americká zpěvačka, básnířka, spisovatelka a herečka
- 6. června – Dave Schultz, americký zápasník, olympijský vítěz († 26. ledna 1996)
- 7. června – Randy Lewis, americký zápasník, olympijský vítěz
- 11. června
  - Marián Greksa, slovenský rockový zpěvák
  - Hugh Laurie, britský herec, hudebník, spisovatel
- 13. června
  - Bojko Borisov, bulharský premiér
  - Klaus Iohannis, rumunský prezident
  - Konstantin Batynkov, ruský malíř a učitel
- 14. června – Marcus Miller, americký jazzový hudebník, skladatel
- 15. června
  - Baselios Cleemis Thottunkal, indický kněz, kardinál
  - Vicki Genfanová, americká kytaristka, zpěvačka a skladatelka
- 17. června – Mark Williams, anglický herec a spisovatel
- 19. června – Christian Wulff, německý prezident
- 25. června – Lutz Dombrowski, německý olympijský vítěz ve skoku do dálky
- 27. června – Janusz Kamiński, polský filmový režisér a kameraman
- 30. června – Brendan Perry, zpěvák a hudebník anglo-irského původu
- 2. července – Erwin Olaf, nizozemský portrétní fotograf
- 3. července – David Shore, kanadský režisér a scenárista
- 4. července – Victoria Abrilová, španělská herečka a zpěvačka
- 7. července
  - Barbara Krauseová, německá plavkyně, olympijská vítězka
  - Alessandro Nannini, italský pilot Formule 1
- 10. července
  - Anjani, americká písničkářka a pianistka
  - Sandy West, americká rocková zpěvačka a skladatelka († 21. října 2006)
- 11. července
  - Tobias Moretti, rakouský herec
  - Richie Sambora, kytarista rockové skupiny Bon Jovi
  - Suzanne Vega, americká folková zpěvačka
- 12. července
  - Charlie Murphy, americký herec († 12. dubna 2017)
  - Tupou VI., šestý král Tongy
- 15. července – Ján Stempel, slovenský architekt
- 16. července – Gerd Wessig, německý atlet, zlatá medaile ve skoku do výšky na OH 1980
- 17. července – Janet Lynn Kavandiová, americká chemička a kosmonautka
- 19. července – Diego Ormaechea, uruguayský ragbista
- 25. července – Hélène Binet, švýcarská fotografka
- 26. července – Kevin Spacey, americký herec, režisér, scenárista
- 29. července – John Sykes, anglický kytarista († 20. ledna 2025)
- 30. července – Petra Felkeová, německá olympijská vítězka v hodu oštěpem
- 31. července – Stanley Jordan, americký jazzový kytarista a pianista
- 1. srpna – Joe Elliott, britský rockový zpěvák
- 3. srpna
  - John C. McGinley, americký herec
  - Kóiči Tanaka, japonský vědec, nositel Nobelovy ceny
- 5. srpna
  - Pat Smear, americký kytarista a zpěvák
  - Anton Šťastný, slovenský hokejový útočník
- 8. srpna – Rubén Paz, uruguayský fotbalista
- 13. srpna – Mikael Niemi, švédský spisovatel
- 14. srpna
  - Marcia Gay Harden, americká herečka
  - Magic Johnson, americký basketbalista
- 15. srpna – Scott Altman, americký testovací pilot a astronaut
- 17. srpna
  - Jonathan Franzen, americký romanopisec a esejista
  - Emy Kat, americký fotograf
- 23. srpna – Randall Woolf, americký hudební skladatel
- 24. srpna – Masúd Alí Mohamadí, íránský fyzik († 12. ledna 2010)
- 25. srpna – Ian Falconer, americký ilustrátor, spisovatel, scénograf
- 27. srpna
  - Gerhard Berger, rakouský pilot Formule 1
  - Yves Rossy, švýcarský pilot, vynálezce
- 29. srpna
  - Rebecca De Mornay, americká herečka
  - Christopher Hadfield, kanadský astronaut
  - Stephen Wolfram, britský fyzik a matematik
- 30. srpna
  - Andreas Delfs, německý dirigent
  - Roland Grapow, německý kytarista
- 3. září – Merritt Butrick, americký herec
- 5. září
  - Waldemar Pawlak, polský premiér
  - André Phillips, americký olympijský vítěz v běhu na 400 metrů překážek
- 8. září – Doug Scarratt, britský heavymetalový kytarista
- 9. září – Éric Serra, francouzský skladatel
- 15. září – Andreas Eschbach, německý spisovatel
- 21. září – Dave Coulier, americký herec
- 22. září – Saul Perlmutter, americký astrofyzik, nositel Nobelovy ceny
- 23. září – Jason Alexander, americký herec, muzikálový zpěvák a tanečník
- 28. září
  - Michael Scott, irský spisovatel
  - Norbert Blacha, polský hráč na klávesové nástroje, skladatel a pedagog († 3. února 2012)
  - Edith Bliss, australská zpěvačka a televizní moderátorka († 3. května 2012)
- 29. září – Jon Fosse, norský spisovatel a dramatik
- 1. října – Youssou N'Dour, senegalský zpěvák, hudebník a skladatel
- 7. října
  - Simon Cowell, anglický herec a spisovatel
  - Steven Erikson, kanadský spisovatel žánru fantasy a sci-fi
  - Charlie Marinkovich, americký kytarista a zpěvák
- 8. října – Gavin Friday, irský zpěvák, hudební skladatel a herec
- 9. října
  - Thomas Wydler, švýcarský rockový bubeník
  - Boris Němcov, ruský vicepremiér († 27. února 2015)
  - Bill Lee, americký politik, guvernér Tennessee
- 10. října – Bradley Whitford, americký herec
- 14. října – Alexej Kasatonov, sovětský hokejista
- 15. října
  - Alex Paterson, anglický hudebník
  - Ulf Riebesell, německý mořský biolog a oceánograf
  - Sarah, vévodkyně z Yorku, bývalá manželka prince Andrewa
- 16. října – Erkki-Sven Tüür, estonský hudební skladatel
- 18. října
  - Ernesto Canto, mexický olympijský vítěz v chůzi na 20 kilometrů z roku 1984
  - Mauricio Funes, prezident Salvadoru († 21. ledna 2025)
  - Taťána Kolpakovová, kyrgyzská olympijská vítězka ve skoku do dálky
- 22. října
  - Arto Salminen, finský spisovatel († 15. listopadu 2005)
  - Marc Shaiman, americký hudební skladatel
- 23. října
  - Atanas Komšev, bulharský reprezentant v zápase, olympijský vítěz († 12. listopadu 1994)
  - Weird Al Yankovic, americký zpěvák, skladatel, hudebník
- 24. října – Rowland S. Howard, australský kytarista a zpěvák († 30. prosince 2009)
- 25. října – Miroslav Noga, slovenský herec, humorista a zpěvák
- 26. října – Evo Morales, prezident Bolívie
- 31. října – Neal Stephenson, americký spisovatel
- 1. listopadu
  - Susanna Clarková, britská spisovatelka
  - Heinrich Detering, německý literární teoretik, překladatel a básník
- 2. listopadu
  - Saïd Aouita, marocký atlet, olympijský vítěz v běhu na 5000 metrů
  - Paul Morris, americký hudebník
- 4. listopadu – Gwyneth Lewisová, velšská básnířka
- 5. listopadu – Bryan Adams, kanadský rockový zpěvák, kytarista
- 10. listopadu – Magomet-Gasan Abušev, sovětský zápasník, olympijský vítěz
- 12. listopadu – Tošihiko Sahaši, japonský hudební skladatel
- 13. listopadu – Caroline Goodallová, britská herečka
- 14. listopadu – Paul McGann, anglický herec
- 15. listopadu – Jeff Pollack, americký filmový režisér, scenárista († 23. prosince 2013)
- 20. listopadu
  - Orlando Figes, britský historik
  - Sean Youngová, americká herečka
- 21. listopadu – David Kinloch, skotský spisovatel
- 25. listopadu – Steve Rothery, kytarista britské rockové kapely Marillion
- 28. listopadu – Stephen Roche, irský cyklistický závodník
- 29. listopadu – Richard Ewen Borcherds, britský matematik
- 30. listopadu
  - Cherie Currie, americká zpěvačka a herečka
  - Sylvia Haniková, německá tenistka
- 2. prosince – Dárius Rusnák, československý hokejový útočník
- 3. prosince – Michael Glawogger, rakouský filmový režisér a scenárista († 22. dubna 2014)
- 5. prosince – Robbie France, britský rockový bubeník, producent, novinář a spisovatel († 14. ledna 2012)
- 7. prosince – William King, britský spisovatel
- 8. prosince – Barbara Buchholz, německá hudebnice a hráčka na theremin († 10. dubna 2012)
- 9. prosince – Karl Shuker, britský zoolog a spisovatel
- 10. prosince – Wolf Hoffmann, německý kytarista
- 13. prosince – Nadia Russ, rusko-ukrajinská malířka
- 17. prosince – Hattie Hayridgeová, britská herečka a komička
- 19. prosince – Marija Matiosová, ukrajinská spisovatelka
- 20. prosince – Kazimierz Marcinkiewicz, polský premiér
- 21. prosince – Florence Griffith-Joynerová, americká sprinterka, trojnásobná olympijská vítězka († 21. září 1998)
- 22. prosince – John Patitucci, americký jazzový kontrabasista
- 23. prosince – Demet Akbağ, turecká divadelní a filmová herečka
- 25. prosince – Michael Anderson, americký fyzik, astronom, vojenský letec a astronaut († 1. února 2003)
- 26. prosince – Kashif, americký hudebník († 25. září 2016)
- 28. prosince – Tomas Gustafson, švédský rychlobruslař,olympijský vítěz
- 29. prosince
  - László Kövér, prozatímní prezident Maďarska
  - Andy McNab, britský voják jednotek SAS a spisovatel
- 30. prosince – Tracey Ullman, britská herečka, komička, zpěvačka, tanečnice a scenáristka
- 31. prosince – Val Kilmer, americký herec († 1. dubna 2025)
- ? – Christian Frei, švýcarský filmový producent a režisér
- ? – Ildefonso Falcones, španělský právník a spisovatel
- ? – Carol Kenyon, britská zpěvačka
- ? – Peter Lik, australský krajinářský fotograf
- ? – Giuseppe Montesano, italský spisovatel a překladatel
- ? – Emmanuel Moses, francouzský spisovatel, básník a překladatel
- ? – Seamus Murphy, irský fotograf
- ? – Romane, jazzový kytarista
- ? – Byung-Chul Han, korejsko-německý filosof

## Úmrtí

### Česko

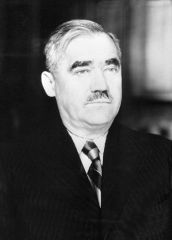
Jan Černý († 10. dubna)

- 2. ledna – Jan Bernardin Skácel, kněz, teolog, filosof a publicista (* 3. dubna 1884)
- 17. ledna – Adolf Šelbický, generální vikář litoměřické diecéze (* 23. prosince 1869)
- 19. ledna – Jaroslav Milbauer, profesor chemické technologie, rektor Českého vysokého učení technického (* 1. února 1880)
- 24. ledna – Gustav Švamberg, právník, rektor Českého vysokého učení technického (* 2. srpna 1880)
- 5. února – Josef Anderle, profesor technické mechaniky a termomechaniky, rektor ČVUT (* 14. března 1881)
- 15. února – Drahoš Želenský, herec (* 23. prosince 1896)
- 19. února – Alois Bohdan Brixius, cestovatel, orientalista a spisovatel (* 30. září 1903)
- 6. března – Jan Čermák, pilot a průkopník letectví (* 7. října 1870)
- 11. března – Jan Lauda, sochař (* 4. dubna 1898)
- 19. března
  - Kliment Matějka, vojenský kapelník a hudební pedagog (* 6. září 1890)
  - Božena Dapeciová, pedagožka a překladatelka (* 15. listopadu 1884)
- 22. března – Václav Bláha, hudební skladatel a trumpetista (* 4. května 1901)
- 23. března – Metoděj Dominik Trčka, katolický kněz, mučedník, oběť komunistického režimu (* 6. července 1886)
- 27. března – Jindřich Kamenický, ministr protektorátní vlády (* 17. listopadu 1879)
- 4. dubna – Otakar Novotný, architekt a designer (* 11. ledna 1880)
- 6. dubna – Miroslav Servít, pedagog a přírodovědec (* 17. prosince 1886)
- 10. dubna – Jan Černý, československý premiér (* 4. března 1874)
- 12. dubna – Emanuel Jaroš, hudební skladatel a pedagog († 5. února 1882)
- 15. dubna – Jaroslav Hurt, herec a režisér (* 30. prosince 1877)
- 18. dubna – František Linhart, teolog, filozof a překladatel (* 7. října 1882)
- 29. dubna – Bohuslav Burian, kněz, oběť komunistického teroru (* 16. října 1919)
- 4. května
  - Jiří Mařánek, spisovatel (* 12. ledna 1891)
  - Lothar Suchý, novinář, překladatel a spisovatel (* 6. května 1873)
- 21. května – Jan Remiger, pomocný biskup pražský (* 4. května 1879)
- 2. července – Jiří Diviš, chirurg (* 4. května 1886)
- 17. července – Max Urban, architekt a filmař (* 24. srpna 1882)
- 27. července – Ella Nollová, herečka (* 7. července 1889)
- 31. července – Ludvík Klímek, malíř a podnikatel (* 18. února 1907)
- 9. srpna – Emil František Burian, režisér, dramatik a hudební skladatel (* 11. června 1904)
- 14. srpna – Bedřich Vašek, děkan teologické fakulty v Olomouci (* 10. února 1882)
- 15. srpna – František Neuwirth, profesor stomatologie (* 26. srpna 1895)
- 17. srpna – Karel Kuttelwascher, nejúspěšnější český pilot RAF (* 23. září 1916)
- 20. srpna – Alfred Kubin, rakouský grafik českého původu (* 10. dubna 1877)
- 22. srpna – František Xaver Naske, malíř, dekoratér a ilustrátor (* 2. června 1884)
- 17. září – Adolf Kajpr, kněz, jezuita, novinář, oběť komunismu (* 5. července 1902)
- 19. září – František Bureš, hudební skladatel a pedagog (* 31. ledna 1900)
- 3. října – Ferdinand Pečenka, kameraman (* 9. února 1908)
- 5. října – Vojtěch Kryšpín, konstruktér lokomotiv (* 1897)
- 7. října – Josef Votruba, československý generál (* 8. listopadu 1879)
- 22. října – Jiří Jungwirth, režisér (* 21. září 1921)
- 1. listopadu – Antonín Carvan, československý fotbalový reprezentant (* 15. května 1901)
- 2. listopadu – Josef Vajs, teolog (* 17. října 1865)
- 16. listopadu – Josef Šimánek, spisovatel (* 16. března 1883)
- 22. listopadu – Jaroslav Skobla, československý vzpěrač, zlato na OH 1932 (* 16. dubna 1899)
- 1. prosince – Josef Čada, mistr světa v gymnastice a olympionik (* 30. března 1881)
- 4. prosince – Antonín Václavík, etnograf (* 12. července 1891)
- 8. prosince – Oldřich Liska, architekt, urbanista a výtvarný návrhář (* 17. dubna 1881)
- 13. prosince – Jiří Weil, spisovatel (* 6. srpna 1900)
- 15. prosince – Arnošt Dittrich, astronom (* 23. července 1878)
- 28. prosince – Svatopluk Klír, malíř (* 26. září 1896)

### Svět

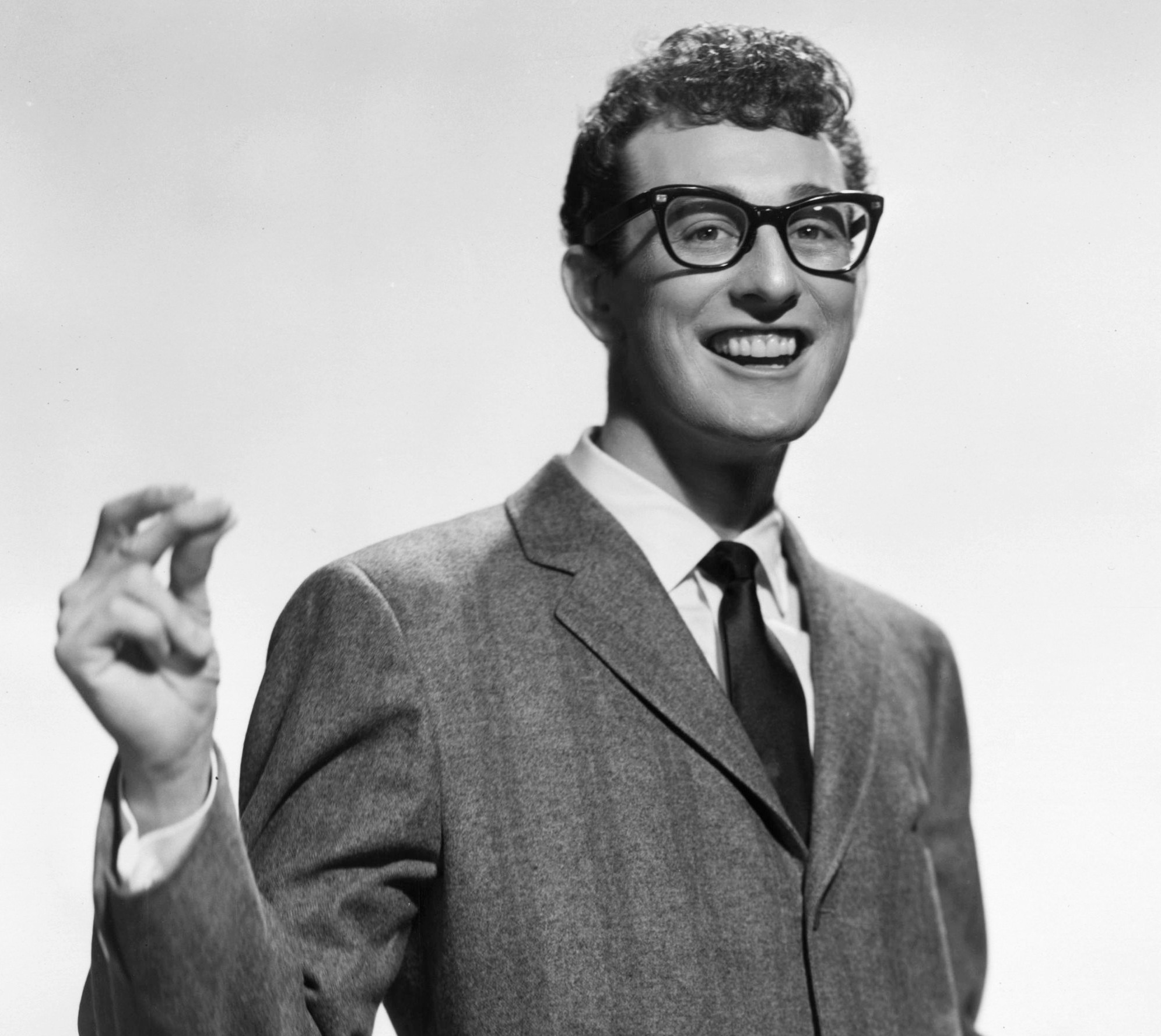
Buddy Holly († 3. února)

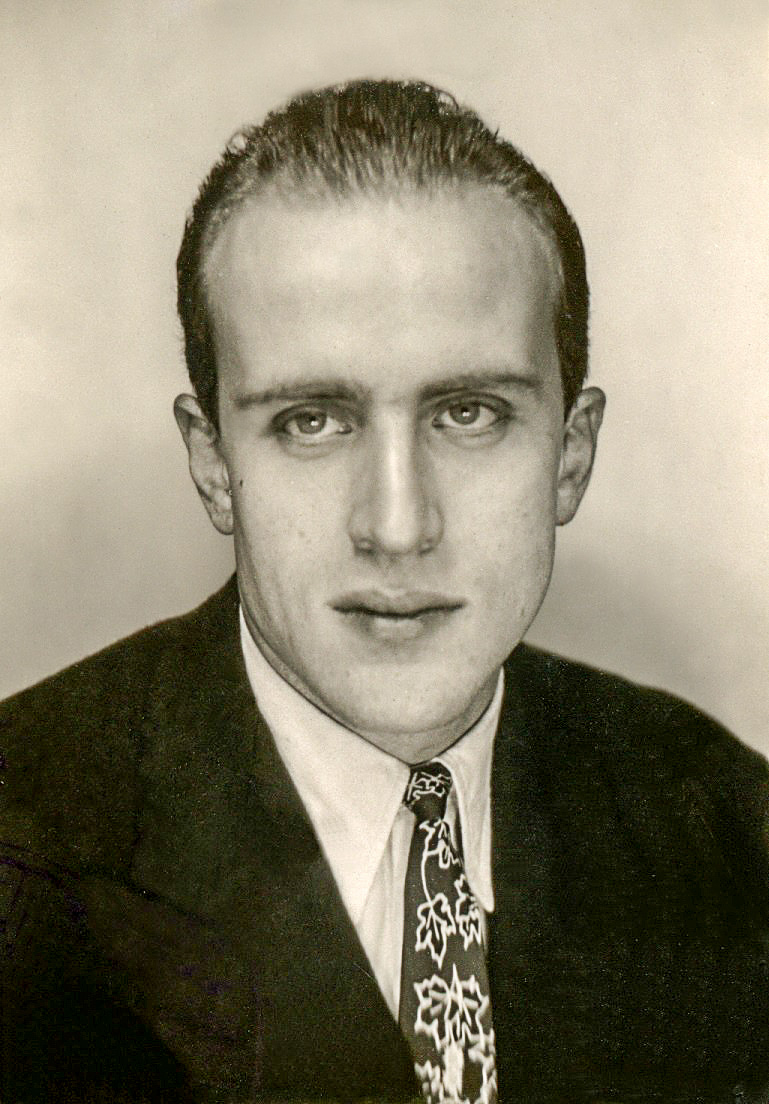
Boris Vian († 23. června)

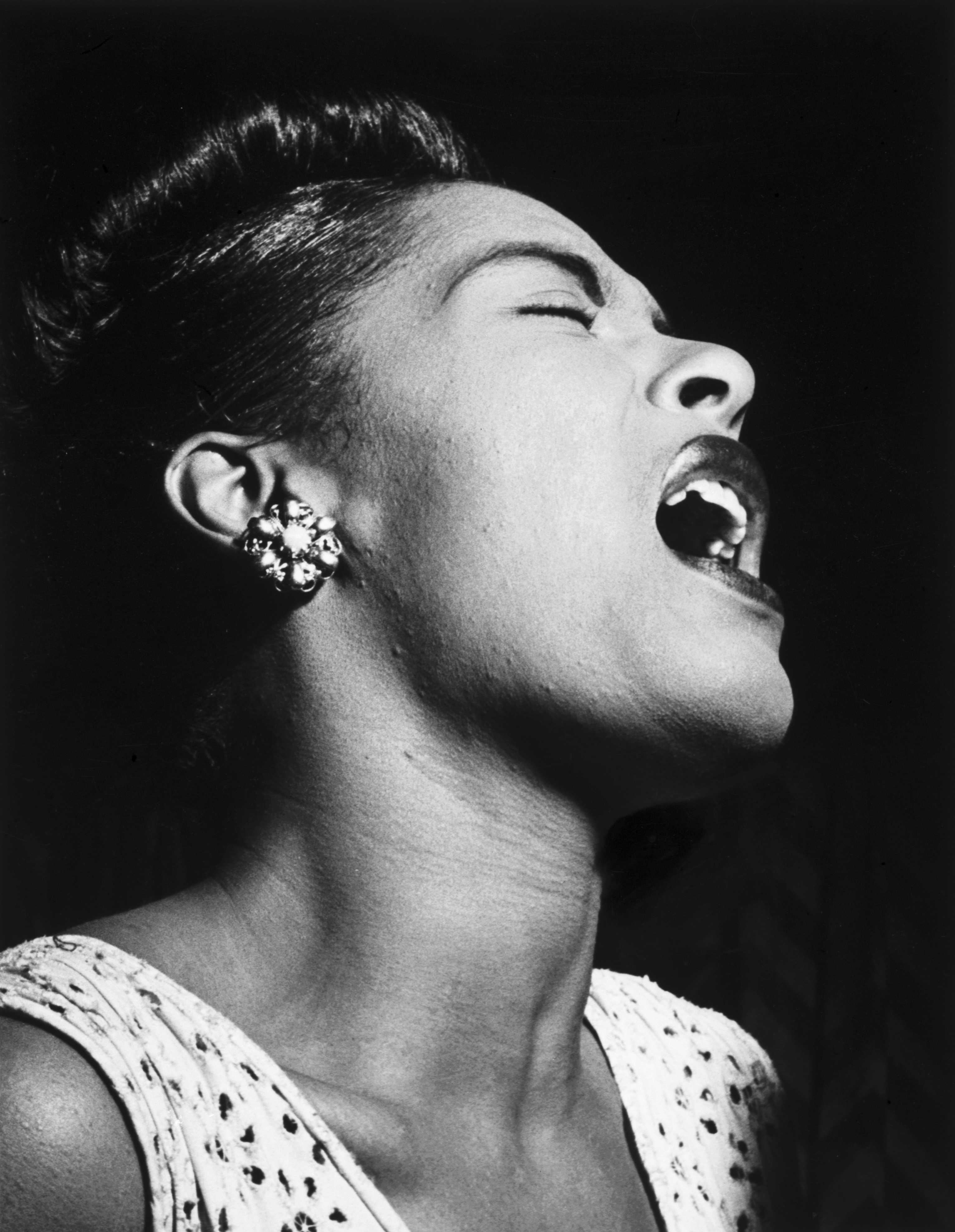
Billie Holiday († 17. července)

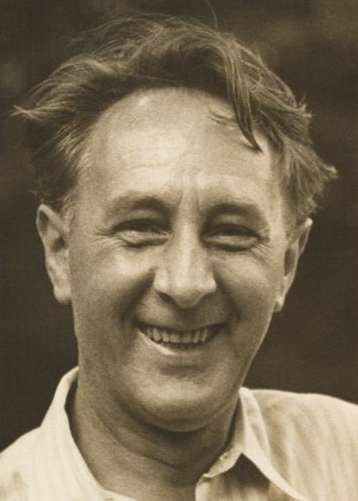
Bohuslav Martinů († 28. srpna)

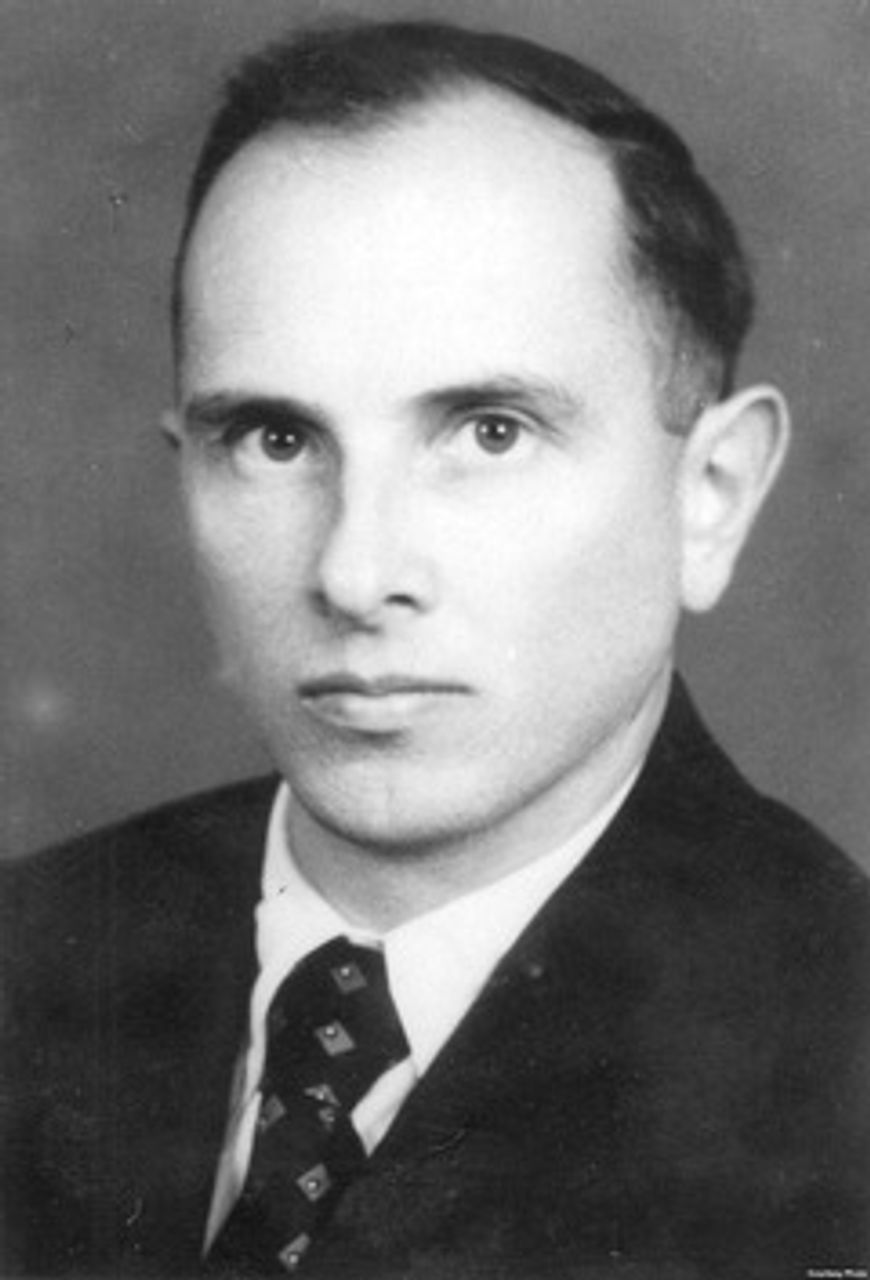
Stepan Bandera († 15. října)

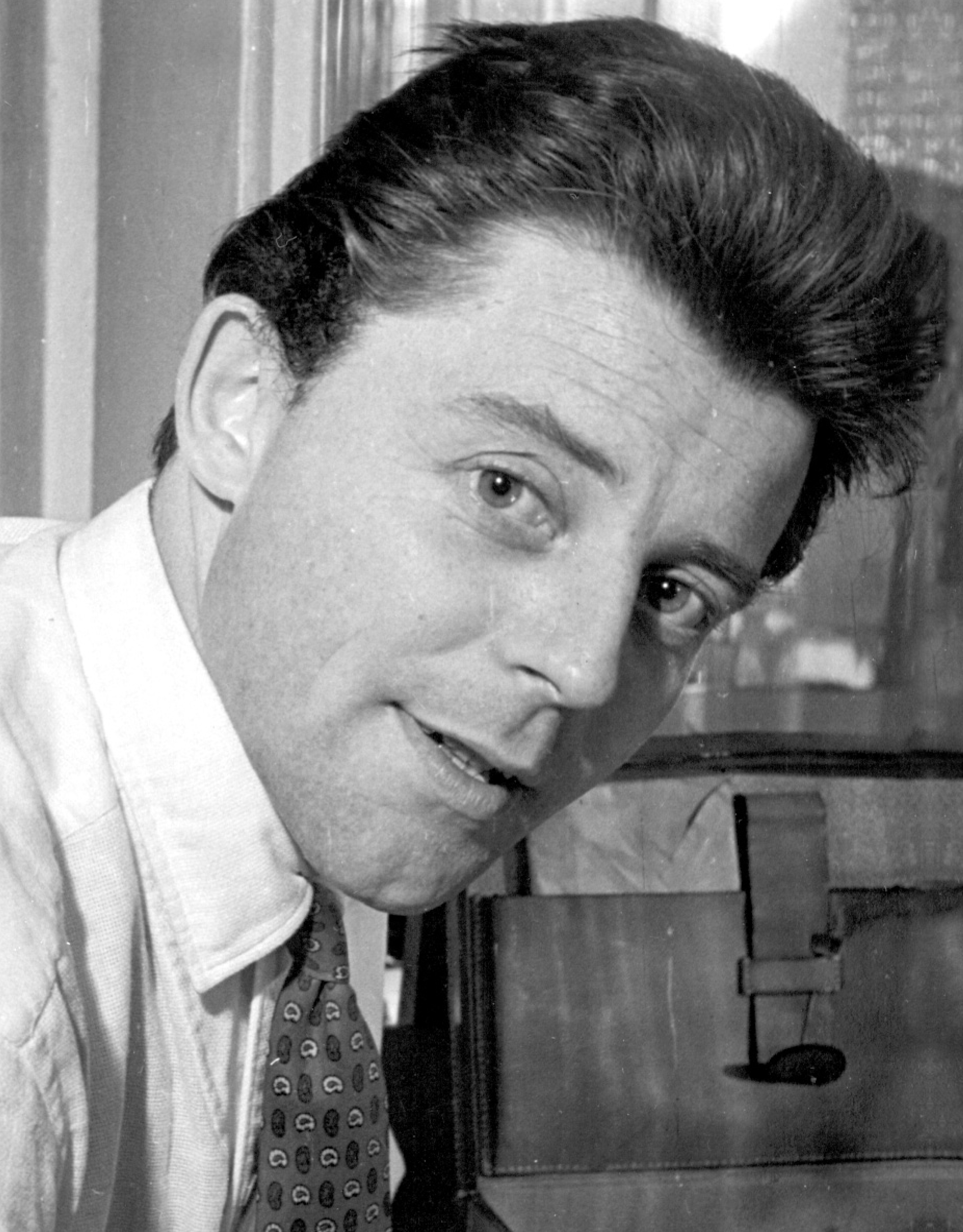
Gérard Philipe († 25. listopadu)

- 6. ledna – Vincenzo Florio, italský podnikatel, automobilový závodník, zakladatel závodu Targa Florio (* 18. března 1883)
- 12. ledna – Mohammed Zakaria Goném, egyptský archeolog (* 1905)
- 14. ledna – Eivind Berggrav, norský luteránský biskup (* 25. října 1884)
- 16. ledna – Phan Khôi, vietnamský novinář, disident a spisovatel (* 20. srpna 1887)
- 21. ledna – Cecil B. DeMille, americký filmový režisér (* 12. srpna 1881)
- 22. ledna – Mike Hawthorn, britský automobilový závodník (* 10. dubna 1929)
- 24. ledna – Jean Lhermitte, francouzský neurolog a neuropsychiatr (* 20. ledna 1877)
- 26. ledna – Bruno Gröning, německý léčitel (* 31. května 1906)
- 27. ledna
  - Francis Joseph Cole, britský zoolog (* 3. února 1872)
  - Jozef Sivák, slovenský politik, ministr, předseda slovenské vlády (* 14. ledna 1886)
- 28. ledna – Josef Šprincak, izraelský politik a první předseda Knesetu (* 8. prosince 1855)
- 3. února
  - Ritchie Valens, americký zpěvák, hudební skladatel a kytarista (* 13. května 1941)
  - Buddy Holly, americký kytarista a zpěvák (* 7. září 1936)
- 7. února – Guitar Slim, americký bluesový kytarista a zpěvák (* 10. prosince 1926)
- 18. února – Gago Coutinho, portugalský námořník, pilot a historik (* 17. února 1869)
- 12. února – John L. Pierce, americký brigádní generál (* 25. dubna 1895)
- 15. února – Owen Willans Richardson, anglický fyzik, nositel Nobelovy ceny (* 26. dubna 1879)
- 22. února – William Hobson Mills, britský organický chemik (* 6. července 1873)
- 25. února – Elijahu Berligne, signatář deklarace nezávislosti Státu Izrael (* 1866)
- 4. března – Maxey Long, americký sprinter, olympijský vítěz (* 16. října 1878)
- 7. března
  - Ičiró Hatojama, japonský premiér (* 1. ledna 1883)
  - Arthur Cecil Pigou, britský ekonom (* 18. listopad 1877)
- 15. března – Lester Young, americký jazzový saxofonista (* 27. srpna 1909)
- 21. března – Péter Mansfeld, jedna z nejmladších obětí komunismu v Maďarsku (* 10. března 1941)
- 26. března – Raymond Chandler, americký spisovatel (* 23. červenec 1888)
- 28. března – Štefan Tiso, předseda vlády Slovenského státu (* 18. října 1897)
- 29. března – Barthélemy Boganda, středoafrický politik (* 4. dubna 1910)
- 30. března – Daniil Andrejev, ruský spisovatel (* 2. listopadu 1906)
- 6. dubna – Leon Arje Me'ir, izraelský badatel v oboru islámského umění (* 12. ledna 1895)
- 9. dubna – Frank Lloyd Wright, americký architekt (* 8. červen 1867)
- 27. dubna – William Fielding Ogburn, americký sociolog (* 29. června 1886)
- 5. května – Carlos Saavedra Lamas, argentinský politik, nositel Nobelovy ceny (* 1. listopadu 1878)
- 6. května – Adolf Lindfors, finský zápasník (* 8. února 1879)
- 9. května – Heinrich Campendonk, nizozemský malíř (* 3. listopadu 1889)
- 10. května – Re'uven Šiloach, první ředitel izraelské zpravodajské služby Mosad (* 20. prosince 1909)
- 14. května – Sidney Bechet, americký jazzový saxofonista, klarinetista a skladatel (* 14. května 1897)
- 18. května – Enrique Guaita, argentinsko-italský fotbalista (* 11. června 1910)
- 20. května
  - Alfred Schütz, rakouský právník, filozof a sociolog (* 13. dubna 1899)
  - Iraklij Cereteli, gruzínský menševický politik (* 20. listopadu 1881)
- 24. května – John Foster Dulles, americký diplomat a politik (* 25. února 1888)
- 8. června
  - Pietro Canonica, italský sochař (* 1. března 1869)
  - Leslie Johnson, britský automobilový závodník (* 22. březen 1912)
- 9. června – Adolf Otto Reinhold Windaus, německý chemik, nositel Nobelovy ceny (* 25. prosince 1876)
- 10. června – Vitalij Bianki, ruský autor přírodopisných knih pro děti (* 11. února 1894)
- 15. června – Kazimierz Bein, polský lékař a překladatel (* 1872)
- 20. června – Hitoši Ašida, japonský politik (* 15. listopadu 1887)
- 23. června – Boris Vian, francouzský spisovatel a hudebník (* 10. března 1920)
- 29. června – Acuši Učijama, japonský fotbalista
- 6. července – George Grosz, německo-americký malíř (* 26. července 1893)
- 12. července – Jim Kjelgaard, americký spisovatel (* 6. prosince 1910)
- 15. července
  - Ernst Ruben Lagus, finský generál (* 12. října 1896)
  - Ernest Bloch, švýcarsko-americký hudební skladatel (* 24. července 1880)
- 16. července – Henri Pourrat, francouzský spisovatel, sběratel lidových příběhů a pohádek (* 7. května 1887)
- 17. července – Billie Holiday, americká jazzová zpěvačka (* 7. dubna 1915)
- 19. července
  - Imre Schlosser, maďarský fotbalový útočník (* 11. října 1889)
  - Wilhelm Hillebrand, autor teplotní metody přirozeného plánování rodičovství (* 27. ledna 1892)
- 20. července – William D. Leahy, americký admirál loďstva (* 6. května 1875)
- 25. července – Jicchak ha-Levi Herzog, izraelský prezident (* 3. prosince 1888)
- 28. července – Roald Larsen, norský rychlobruslař (* 2. ledna 1898)
- 31. července – Germaine Richier, francouzská sochařka a grafička (* 16. září 1902)
- 16. srpna – Wanda Landowska, cembalistka polského původu (* 5. července 1879)
- 19. srpna – Blind Willie McTell, americký bluesový zpěvák, kytarista, skladatel a kazatel (* 5. května 1898)
- 20. srpna – William F. Halsey, velitel americké 3. floty za druhé světové války (* 30. října 1882)
- 28. srpna
  - Raphael Lemkin, polský právník (* 24. června 1900)
  - Bohuslav Martinů, český hudební skladatel (* 8. prosinec 1890)
- 30. srpna – Ed Elisian, americký automobilový závodník (* 9. prosinec 1925)
- 1. září – Růžena Pelantová, česká sociální a politická pracovnice (* 13. března 1886)
- 2. září – Marie Jindřiška Rakousko-Těšínská, rakouská arcivévodkyně a princezna z Hohenlohe-Schillingfürstu (* 10. ledna 1883)
- 6. září – Karel Putrih, slovinský sochař (* 14. listopadu 1910)
- 13. září – Jisra'el Rokeach, izraelský politik, ministr, starosta Tel Avivu (* 31. prosince 1896)
- 17. září – Alfred Kärcher, německý inženýr a podnikatel (* 27. března 1901)
- 18. září
  - Harvey Glatman, americký sériový vrah, násilník a fotograf (* 10. prosince 1927)
  - Benjamin Péret, francouzský básník (* 4. červenec 1899)
- 27. září – Herman Wildenvey, norský básník a romanopisec (* 20. července 1886)
- 28. září – Rudolf Caracciola, německý automobilový závodník (* 30. ledna 1901)
- 1. října – Enrico De Nicola, italský politik (* 9. listopadu 1877)
- 7. října – Mario Lanza, americký tenor a hollywoodská filmová hvězda (* 1921)
- 14. října – Errol Flynn, americký filmový herec australského původu (* 20. června 1909)
- 15. října – Stepan Bandera, ukrajinský nacionalista (* 1. ledna 1909)
- 16. října – George Catlett Marshall, americký armádní generál generál a politik (* 31. prosince 1880)
- 18. října – Boughera El Ouafi, alžírský maratonec, olympijský vítěz z roku 1928 (* 15. října 1898)
- 28. října – Camilo Cienfuegos, kubánský revolucionář (* 6. února 1932)
- 30. října – Jim Mollison, skotský pilot a dobrodruh (* 19. dubna 1905)
- 1. listopadu
  - Geršon Agron, starosta Jeruzaléma (* 27. prosince 1894)
  - Čang Ťing-chuej, čínský generál a politik (* 1871)
- 7. listopadu – Victor McLaglen, britský herec (* 10. prosince 1886)
- 9. listopadu
  - Eero Lehtonen, finský olympijský vítěz v pětiboji (* 21. duben 1898)
  - Ramón Cabanillas, španělský spisovatel (* 3. června 1876)
- 10. listopadu – Lupino Lane, britský herec, zpěvák a tanečník (* 16. června 1892)
- 15. listopadu
  - Max Sillig, švýcarský hokejista, prezident Mezinárodní hokejové federace (* 19. listopadu 1873)
  - Charles Thomson Rees Wilson, skotský fyzik (* 14. února 1869)
- 16. listopadu – Gregorij Rožman, lublaňský biskup (* 9. března 1883)
- 17. listopadu – Heitor Villa-Lobos, brazilský violoncellista, kytarista, klarinetista, klavírista, dirigent a skladatel (* 5. března 1887)
- 18. listopadu
  - Arkadij Šajchet, sovětský novinářský fotograf (* 9. září 1898)
  - Alexandr Chinčin, sovětský matematik (* 19. července 1894)
- 19. listopadu – Edward Tolman, americký psycholog (* 14. dubna 1886)
- 25. listopadu – Gérard Philipe, francouzský herec (* 4. prosince 1922)
- 6. prosince
  - Erhard Schmidt, německý matematik (* 13. ledna 1876)
  - Emil Bock, evangelický teolog a spoluzakladatel Obce křesťanů (* 19. května 1895)
- 8. prosince – Raffaele Pettazzoni, italský religionista, etnolog a historik náboženství (* 3. února 1883)
- 14. prosince – Stanley Spencer, anglický malíř (* 30. června 1891)
- 23. prosince – Edward Frederick Lindley Wood, britský konzervativní politik (* 16. dubna 1881)
- 28. prosince
  - Ante Pavelić, chorvatský nacionalista (* 14. července 1889)
  - Fernand Bouisson, francouzský premiér (* 16. června 1874)
- 30. prosince – Wacław Grzybowski, polský politik a filozof (* 4. května 1887)

## Hlavy států
- Československo – Antonín Novotný (1957–1968) (premiér Viliam Široký 1953–1963)
- Čína – Mao Ce-tung (1949–1976)
- Dánsko – Frederik IX. (1947–1972)
- Egypt – Gamál Násir (1956–1970)
- Francie – René Coty (1954–1959) / Charles de Gaulle (1959–1969)
- Itálie – Giovanni Gronchi (1955–1962)
- Japonsko – Hirohito (1926–1989)
- Maďarsko – István Dobi (1952–1967)
- Německá demokratická republika – Wilhelm Pieck (1949–1960)
- Nizozemsko – Juliána Nizozemská (1948–1980)
- Rakousko – Adolf Schärf (1957–1965) (kancléř Julius Raab 1953–1961)
- Řecko – Pavel I. (1947–1964)
- Sovětský svaz – Nikita Sergejevič Chruščov (1953–1964)
- Spojené království – Alžběta II. (1952–2022) (premiér Harold Macmillan 1957–1963)
- Spolková republika Německo – Theodor Heuss (1949–1959) / Heinrich Lübke (1959–1969) (kancléř Konrad Adenauer 1949–1963)
- Španělsko – Francisco Franco (1939–1975)
- Švédsko – Gustav VI. Adolf (1950–1973)
- Turecko – Celâl Bayar (1950–1960)
- USA – Dwight D. Eisenhower (1953–1961)
- Vatikán – Jan XXIII. (1958–1963)

### Digitální archivy k roku 1959
- Československý filmový týdeník v archivu České televize – rok 1959
- Dokumentární cyklus České televize Retro – rok 1959
- Pořad stanice Český rozhlas 6 Rok po roce – rok 1959
- Rudé právo v archivu Ústavu pro českou literaturu – ročník 39 rok 1959